# 조폭인 내가 고등학생이 되었습니다
《조폭인 내가 고등학생이 되었습니다》은 2024년부터 방영 중인 웨이브 드라마이다.

## 기획의도
대학에 가고 싶은 47세 조폭 '김득팔'이 열아홉 고등학생 '송이헌' 몸에 빙의해 가해자를 응징하고, 가정 폭력에 시달리던 친구와 우정을 쌓으며 성장하는 이야기다.

## 제작진

### 제작사
- 넘버쓰리픽쳐스

### 연출
- 이성택

### 극본
- 정다희

## 등장 인물
- (†) 표시는 드라마 상에서 최종적으로 사망한 인물이다.

### 주요 인물
- 윤찬영 : 송이헌 / 김득팔 역 - 소심하고 조용한 성격에 왜소하고 구부정한 자세 때문에 쉽게 눈에 띄지 않는 학생이다. 위태로운 삶 속 극단적인 선택을 시도하던 그를 구하려던 김득팔이 몸에 빙의 되면서 이전까지와는 다른 삶을 살게 된다.

- 봉재현 : 최세경 역 - 송이헌과 각별한 사이로 그의 변화를 유일하게 알아보는 인물. 용모 단정하고 인정받는 모범생으로 모든 것이 완벽해 보이지만 아버지의 압박과 감시 등 여러 고민으로 남모를 아픔을 지니고 있다.

### 한송고등학교
- 주윤찬 : 홍재민 역

- 김세원 : 김연지 역 - 송이헌과 최세경의 학교 친구. 모난 곳 없이 평범한 여학생이다.

- 정지인 : 예지 역

### 칠성파
- 원태민 : 김동수 역 - 김득팔의 직속 부하.

- 고동욱 : 한총철

- 이경영 : 서칠성 역
- 장우용 : 광수 역

### 주변 인물
- 황보라 : 이미경 역

- 서태화 : 최명현 역 - 검사이자 최세경의 아버지, 아들인 세경을 압박하고 감시하는 장본인. 그런데 실은 자기 아들을 학대하고 있는 메인 빌런과 만악의 근원이다.

- 이희진 : 송민서 역

### 그 외 인물
- 신민재 : 강사 역

- 송훈 : 장례지도사 역

### 특별 출연
- 이서진 : 김득팔 역 - 날카로운 인상에 근육질 몸매를 지닌 47세 조폭. 무식해 보이지만 끈기 있고 우직하며 인간애로 똘똘 뭉쳤으며 대학에 가고 싶어 하는 인물이다.